# Wereldkampioenschappen triatlon 2021
Het ITU wereldkampioenschap triatlon 2021 bestaat uit een serie van zeven triatlonwedstrijden – drie op de olympische afstand (1500 meter zwemmen, 40 kilometer fietsen en 10 kilometer hardlopen), twee op de sprintafstand (750m, 20km, 5km) en twee in een format met kwalificatieraces. Op basis van de behaalde punten wordt een eindklassement opgemaakt om de uiteindelijke wereldkampioen(e) te bepalen. De Grande Finale is op 21 en 22 augustus in Edmonton, Canada. Op de oorspronkelijke wedstrijdkalender zou deze wedstrijd de reeks afsluiten, maar door het verplaatsen van de races in Hamburg, Abu Dhabi en op Bermuda valt deze wedstrijd middenin de reeks. De wedstrijden die na de Grande Finale plaatsvinden tellen daarom mee in het klassement voor de wereldkampioenschappen triatlon 2022. De individuele wedstrijden tijdens de Olympische Spelen zijn toegevoegd als wedstrijd waarin punten kunnen worden verdiend voor het wereldkampioenschap 2021.  Titelverdedigers zijn de Fransman Vincent Luis (mannen) en de Britse Georgia Taylor-Brown (vrouwen); zij werden wereldkampioen door de enige race van 2020 in Hamburg te winnen.

## Kalender WK-serie
| #           | Plaats   | Land                | Datum               |
| ----------- | -------- | ------------------- | ------------------- |
| 1           | Yokohama | Japan               | 15 mei 2021         |
| 2           | Leeds    | Verenigd Koninkrijk | 6 juni 2021         |
| 3           | Tokyo    | Japan               | 26+27 juli 2021     |
| 4           | Montreal | Canada              | 13+14 augustus 2021 |
| Grand Final |          |                     |                     |
| 5           | Edmonton | Canada              | 21+22 augustus 2021 |

Omdat een deel van de wedstrijden vanwege de corona-uitbraak is verplaatst naar een datum aan het einde van het seizoen (na de Grand Final) tellen deze mee in het klassement voor het wereldkampioenschap van 2022. Het gaat om de volgende wedstrijden:
| # | Plaats    | Land                         | Datum                |
| - | --------- | ---------------------------- | -------------------- |
| 1 | Hamburg   | Duitsland                    | 18+19 september 2021 |
| 2 | Abu Dhabi | Verenigde Arabische Emiraten | 5+6 november 2021    |

## Eindstanden
Top 10 met positie per wedstrijd

### Mannen
| #      | Naam                  | Vlag van Japan | Vlag van Verenigd Koninkrijk | Vlag van Japan | Vlag van Canada | Vlag van Canada | Punten |
| ------ | --------------------- | -------------- | ---------------------------- | -------------- | --------------- | --------------- | ------ |
| Goud   | Kristian Blummenfelt  | 1              | 6                            | 1              | -               | 1               | 3927   |
| Zilver | Marten Van Riel       | 7              | 3                            | 4              | 4               | 2               | 3594   |
| Brons  | Alex Yee              | 4              | 1                            | 2              | -               | 11              | 3289   |
| 4      | Léo Bergere           | 8              | 7                            | 21             | 3               | 3               | 3131   |
| 5      | Hayden Wilde          | -              | 5                            | 3              | 6               | 14              | 2719   |
| 6      | Vincent Luis          | 6              | -                            | 13             | 2               | 10              | 2614   |
| 7      | Dorian Coninx         | 17             | 13                           | 17             | 1               | 6               | 2525   |
| 8      | Antonio Serrat Seoane | 15             | 8                            | -              | 5               | 8               | 2371   |
| 9      | Seth Rider            | -              | 17                           | -              | 9               | 4               | 1812   |
| 10     | Morgan Pearson        | 3              | 2                            | 42             | -               | -               | 1781   |

### Vrouwen
| #      | Naam            | Vlag van Japan | Vlag van Verenigd Koninkrijk | Vlag van Japan | Vlag van Canada | Vlag van Canada | Punten |
| ------ | --------------- | -------------- | ---------------------------- | -------------- | --------------- | --------------- | ------ |
| Goud   | Flora Duffy     | -              | 4                            | 1              | 1               | 3               | 3861   |
| Zilver | Taylor Knibb    | 1              | -                            | 16             | 2               | 1               | 3486   |
| Brons  | Taylor Spivey   | 4              | 6                            | -              | 3               | 5               | 3239   |
| 4      | Maya Kingma     | 3              | 1                            | 11             | -               | 6               | 3161   |
| 5      | Sophie Coldwell | 6              | 3                            | -              | 7               | 7               | 2942   |
| 6      | Katie Zaferes   | 22             | 18                           | 3              | 4               | 4               | 2902   |
| 7      | Leonie Periault | -              | -                            | 5              | 5               | 2               | 2620   |
| 8      | Laura Lindemann | 30             | 9                            | 8              | 6               | 8               | 2516   |
| 9      | Non Stanford    | 7              | 17                           | -              | 10              | 11              | 1982   |
| 10     | Alice Betto     | -              | 11                           | 7              | 28              | 13              | 1697   |

## Podium per wedstrijd
| #                         | Mannen | Mannen               | Tijd    | Vrouwen | Vrouwen              | Tijd    |
| ------------------------- | ------ | -------------------- | ------- | ------- | -------------------- | ------- |
| WTS Yokohama              |        |                      |         |         |                      |         |
| 1                         | Goud   | Kristian Blummenfelt | 1:42:55 | Goud    | Taylor Knibb         | 1:54:27 |
| 1                         | Zilver | Jelle Geens          | 1:43:05 | Zilver  | Summer Rappaport     | 1:54:57 |
| 1                         | Brons  | Morgan Pearson       | 1:43:12 | Brons   | Maya Kingma          | 1:55:05 |
| WTS Leeds                 |        |                      |         |         |                      |         |
| 2                         | Goud   | Alex Yee             | 1:43:27 | Goud    | Maya Kingma          | 1:54:26 |
| 2                         | Zilver | Morgan Pearson       | 1:43:52 | Zilver  | Jessica Learmonth    | 1:54:37 |
| 2                         | Brons  | Marten Van Riel      | 1:44:03 | Brons   | Sophie Coldwell      | 1:54:46 |
| Olympische triatlon Tokyo |        |                      |         |         |                      |         |
| 3                         | Goud   | Kristian Blummenfelt | 1:45:04 | Goud    | Flora Duffy          | 1:55:36 |
| 3                         | Zilver | Alex Yee             | 1:45:15 | Zilver  | Georgia Taylor-Brown | 1:56:50 |
| 3                         | Brons  | Hayden Wilde         | 1:45:24 | Brons   | Katie Zaferes        | 1:57:03 |
| WTS Montreal              |        |                      |         |         |                      |         |
| 4                         | Goud   | Dorian Coninx        | 0:22:08 | Goud    | Flora Duffy          | 0:23:07 |
| 4                         | Zilver | Vincent Luis         | 0:22:09 | Zilver  | Taylor Knibb         | 0:23:14 |
| 4                         | Brons  | Léo Bergère          | 0:22:11 | Brons   | Taylor Spivey        | 0:23:24 |
| Grand Final: Edmonton     |        |                      |         |         |                      |         |
| 5                         | Goud   | Kristian Blummenfelt | 1:44:14 | Goud    | Taylor Knibb         | 1:54:47 |
| 5                         | Zilver | Marten Van Riel      | 1:44:14 | Zilver  | Leonie Periault      | 1:55:43 |
| 5                         | Brons  | Léo Bergère          | 1:44:15 | Brons   | Flora Duffy          | 1:56:11 |